# Matrioszki
Matrioszki (niderl. Matroesjka's) – belgijski miniserial telewizyjny z 2005 roku. W Polsce emitowany przez stację Fox Life
Serial pokazuje arkana sutenerskiego półświatka.
Przez brutalność i sceny nagości wywoływał kontrowersje. Otrzymał nagrodę od organizacji Human Rights Watch za wierne i zgodne z prawdą ukazanie zagrożeń związanych z handlem żywym towarem.

## Obsada
- Axel Daeseleire jako Jan Verplancke
- Luk Wyns jako Eddy Stoefs
- Eugenia Chiriwskaja jako Kalinka
- Žemyna Ašmontaite jako Daria
- Manou Kersting jako Danny Bols
- Peter Van den Begin jako Raymond Van Mechelen